# Point Reyes

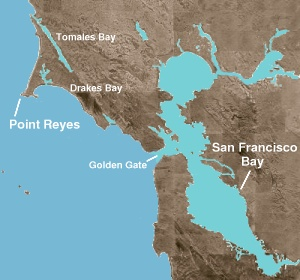
Veduta aerea di Point Reyes

Point Reyes è un capo nel quale culmina una piccola penisola della California settentrionale e una nota stazione turistica sull'Oceano Pacifico.

## Geografia
Si trova nella contea di Marin approssimativamente a 50 km a ovest-nordovest di San Francisco. Il termine è spesso applicato alla penisola della quale è il culmine, zona che si trova tra la baia di Tomales, a nordest, e la laguna di Bolinas, a sudest. La penisola è protetta come parte della Point Reyes National Seashore. 

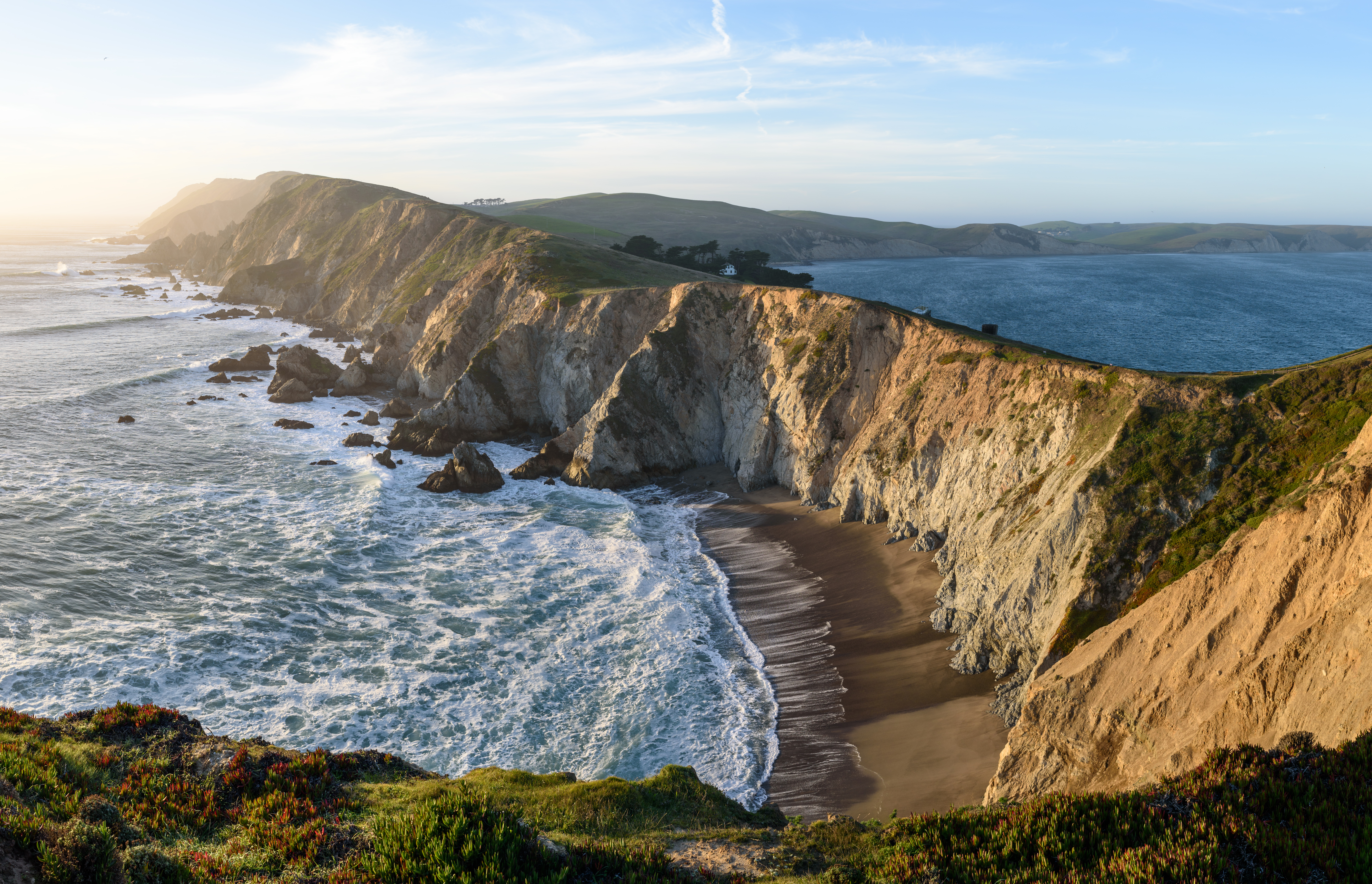
Gran parte della linea costiera della penisola è costituita da falesie rocciose, tra le quali si trovano anche tratti di spiaggia sabbiosa

Il capo protegge la baia di Drakes sulla sua estremità meridionale. La punta è ampiamente drenata dal Drakes Estero. Drakes Bay e Drake's Estero devono il loro nome al navigatore inglese Sir Francis Drake che probabilmente portò in secco la sua nave, la Golden Hind, per riparazioni nel giugno del 1579. Il crinale di Inverness corre lungo la spina nordovest-sudest della penisola, con cime fino a 430 metri di altezza coperte da foreste. Ad ovest del crinale la terra è piatta e la vegetazione diventa sterpaglia. L'incendio di Monte Vision del 1995 bruciò parte del crinale; l'area è stata inoltre interessata dagli incendi della California del 2020.
Point Reyes dà il nome alla cittadina di Point Reyes Station.
La punta era probabilmente nota in passato come "faro dei Lobes" dai marinai dei clipper che trasportavano carni (lobes sono creste di materiale cui in letteratura si fa riferimento negli eventi di erosione e la cui estremità si inoltra nel mare).